# Martín Horacio Herrera
Martín Horacio Herrera (Río Cuarto, Córdoba, Argentina, 13 de setembre de 1970), és un futbolista argentí que juga de porter. Actualment juga a l'Asociación Atlética Estudiantes de Río Cuarto del Torneig Argentí B.

## Biografia
Començà a seva carrera futbolística a l'equip de la seva localitat natal, l'Asociación Atlética Estudiantes de Río Cuarto, fins que amb 17 anys fitxà pel Club Atlético Boca Juniors, on el fet de coincidir amb Navarro Montoya li tancà les portes de la titularitat.
Davant la falta d'oportunitats, l'any 1996 fitxà pel Club Atlético Atlanta de Primera "B" Nacional, on jugà de titular. Posteriorment, l'any 1997 donà el salt a la Lliga mexicana de futbol, on es proclamà campió de lliga amb el Deportivo Toluca.
Posteriorment retornà a l'Argentina per jugar amb el Ferro Carril Oeste, però l'abandonà per fitxar pel Deportivo Alavés, on coincidí amb els anys daurats del conjunt de Vitòria, arribant a jugar la final de la Copa de la UEFA 2001 al Westfalenstadion de Dortmund enfront del Liverpool FC on el conjunt basc caigué per 5-4 a la pròrroga. A més a més, la temporada 1999/00 aconseguí el Trofeu Zamora com a porter menys golejat de la lliga espanyola.
L'estiu de 2002 fitxà pel Fulham FC de la Premier League anglesa on disputà molt pocs partits, amb el qual l'any 2003 retornà a l'Argentina al Club Estudiantes de La Plata on conquistà el Torneo Apertura 2006, malgrat que aquell any no completà la temporada.
Després d'estar mig any inactiu, l'any 2007 fitxà pel seu primer club, on juga actualment, l'Asociación Atlética Estudiantes en el Torneo Argentino B.

## Palmarès
- 1 Lliga mexicana: 1997 (Toluca)
- 1 Torneo Apertura argentí: 2006 (Estudiantes La Plata)
- 1 Trofeu Zamora: 2000 (Alavés)